# Ушакова балка
Ушако́ва ба́лка — балка на Корабельній стороні Севастополя  за 2 км на схід від мису Павловського. Названа на честь російського флотоводця часів вітрильного флоту Федора Федоровича Ушакова, за наказом якого в цій балці був закладений парк, побудовані альтанки, каруселі, майданчики відпочинку.
Балка наприкінці XIX — початку ХХ століття була улюбленим місцем відпочинку моряків та мешканців Корабельної сторони. У цій балці росте цілий ряд рослин, занесених до Червоної Книги, в тому числі реліктова фісташка, у зв'язку з чим балка оголошена державною пам'яткою природи.
У 1920-х роках балку перейменували, давши їй назву Комсомольська. Однак нова назва не була прийнята севастопольцями і балці повернули її первісну назву.
Збереглись фрагменти старого акведука XIX ст.

## Галерея

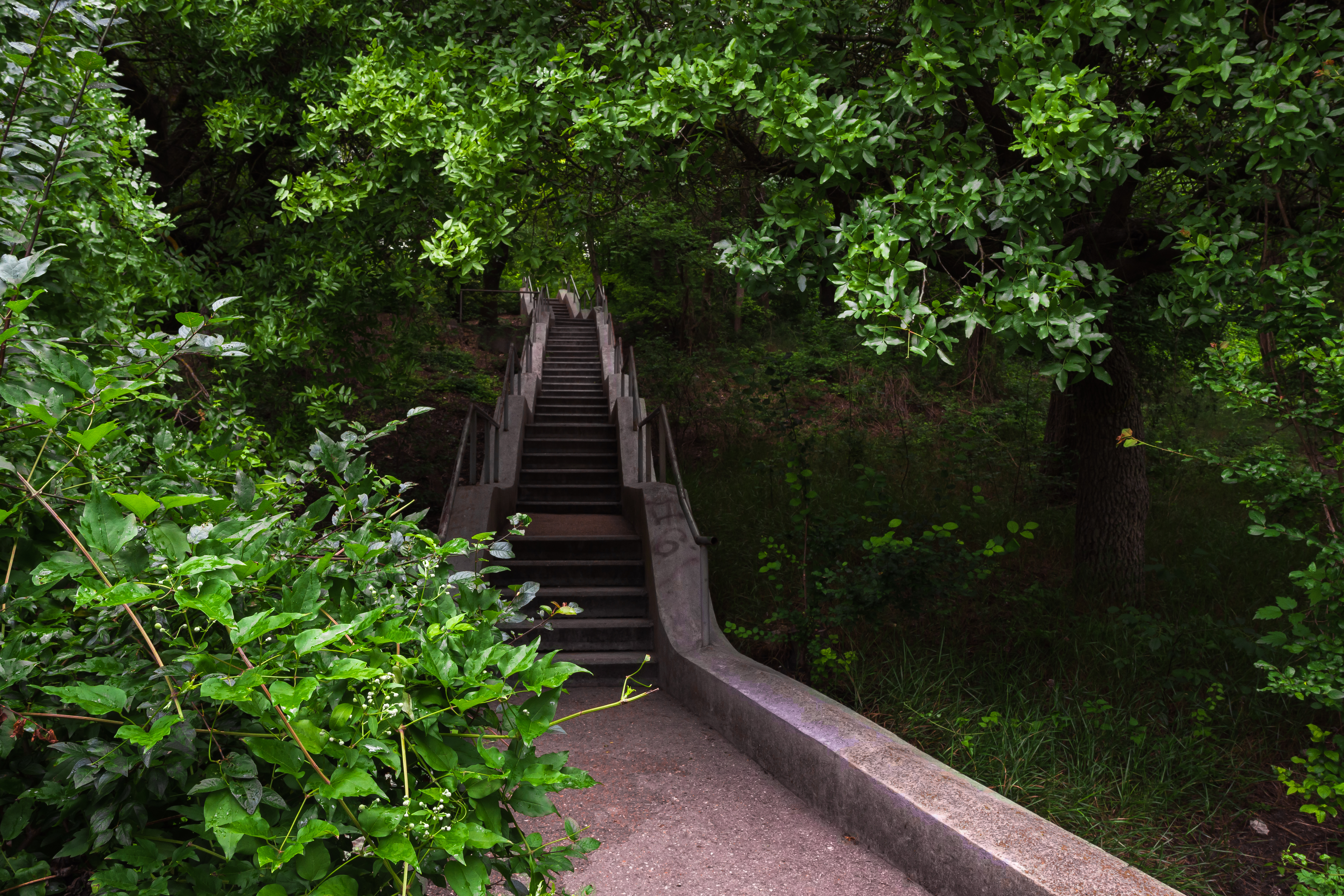
Трап на вулицю Макарова
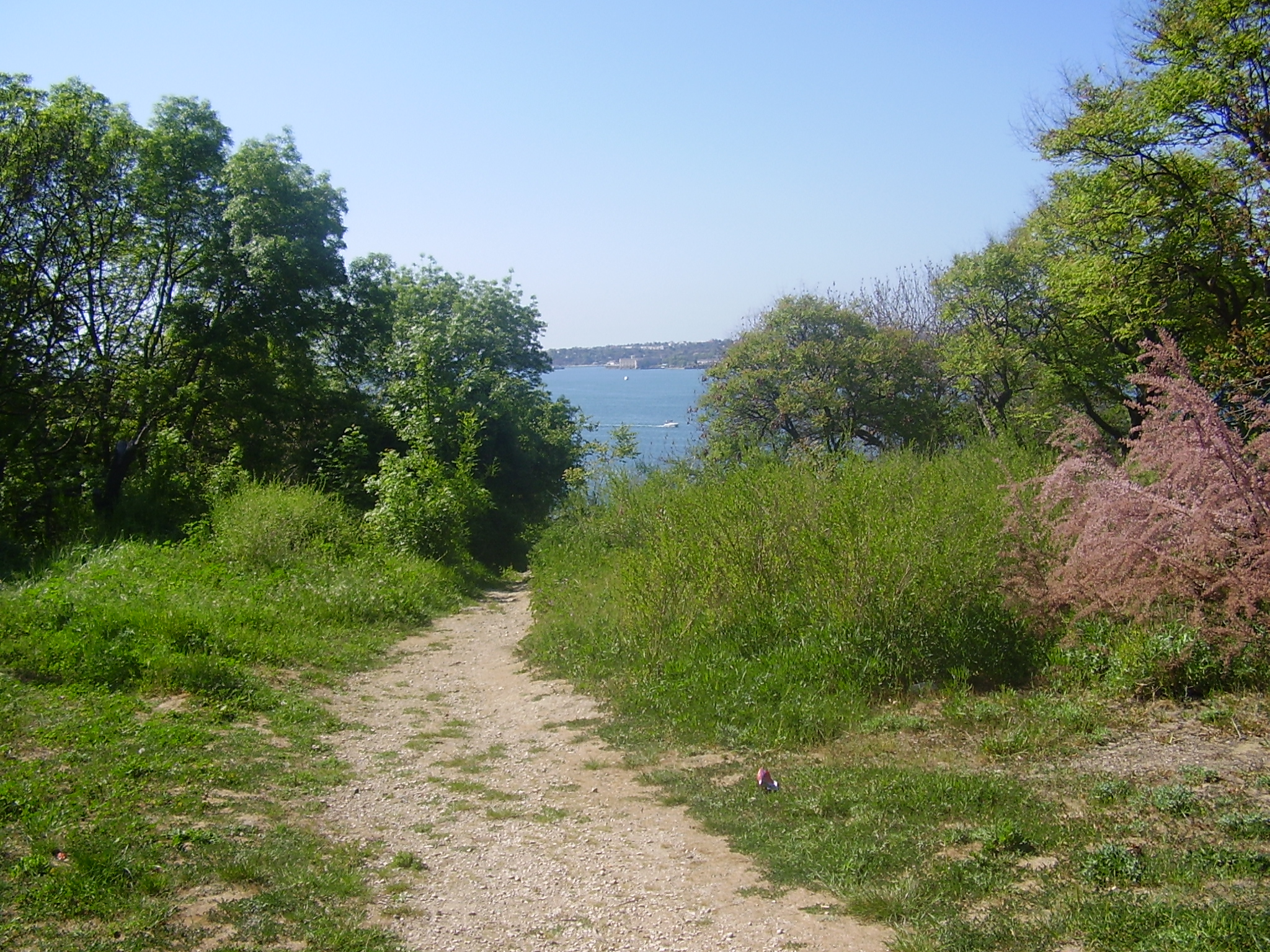
вид на море з вершини схилу. Справа квітне тамарикс
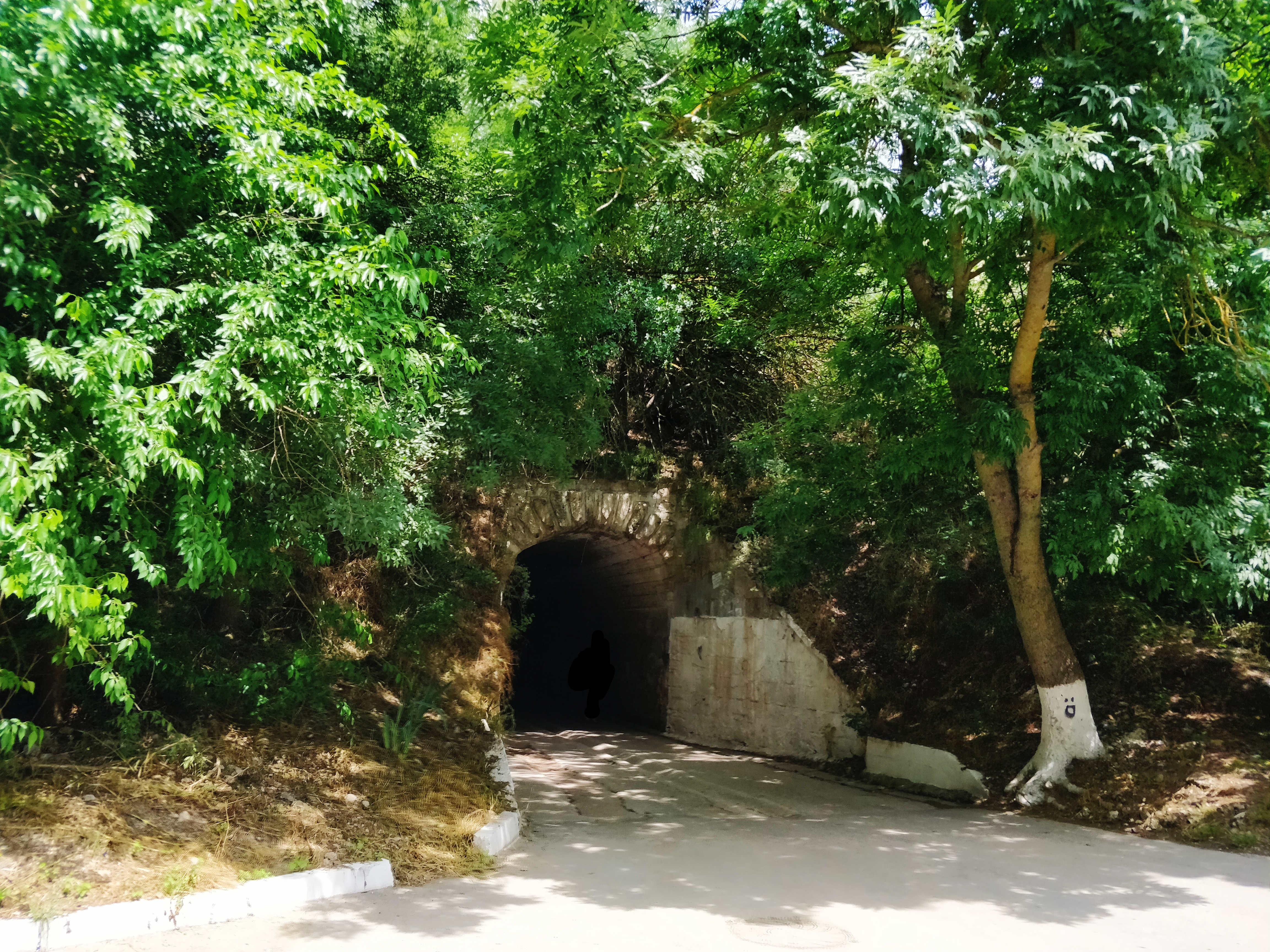
арка під залізницею, вихід до моря
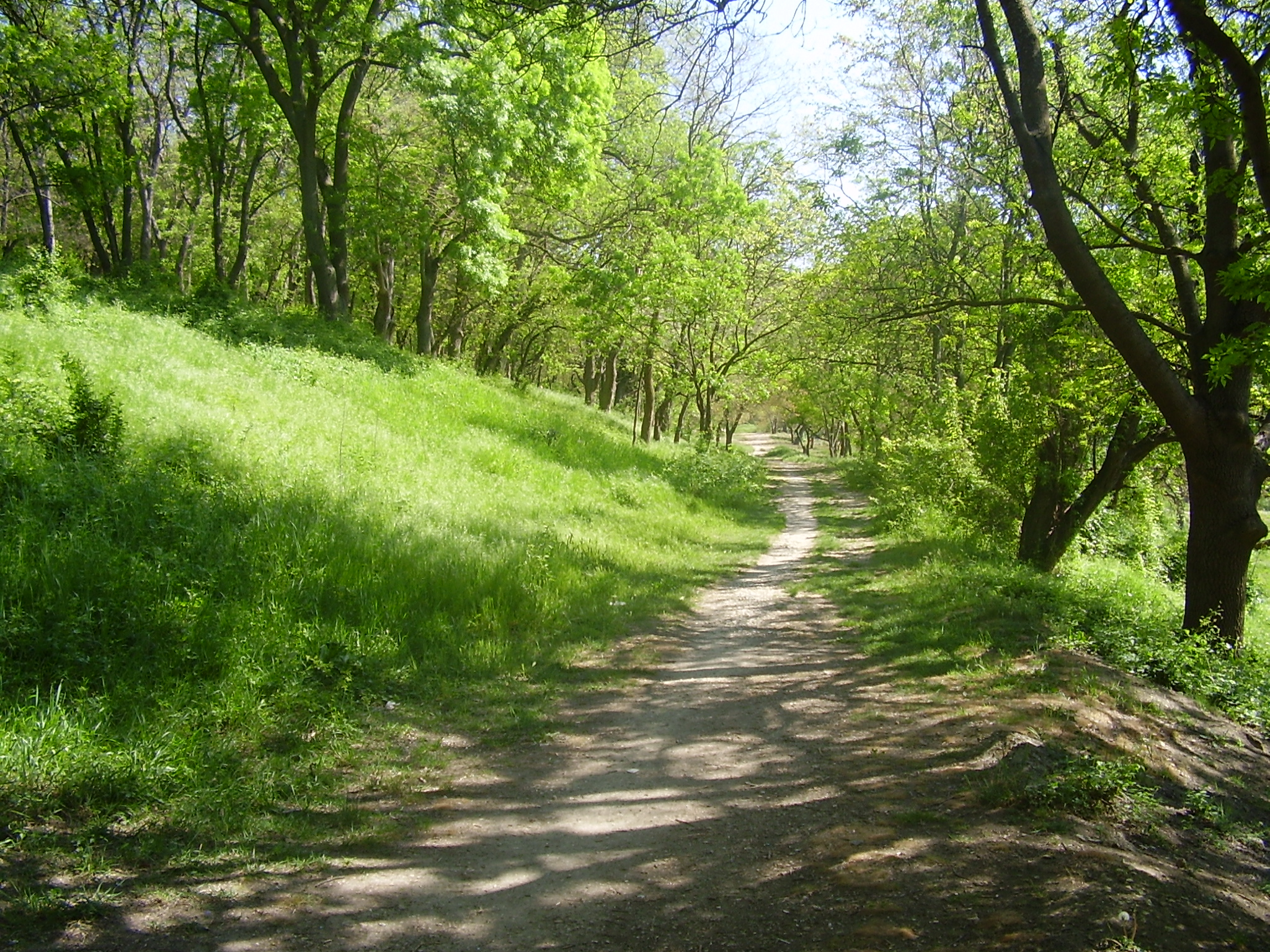
на дні балки
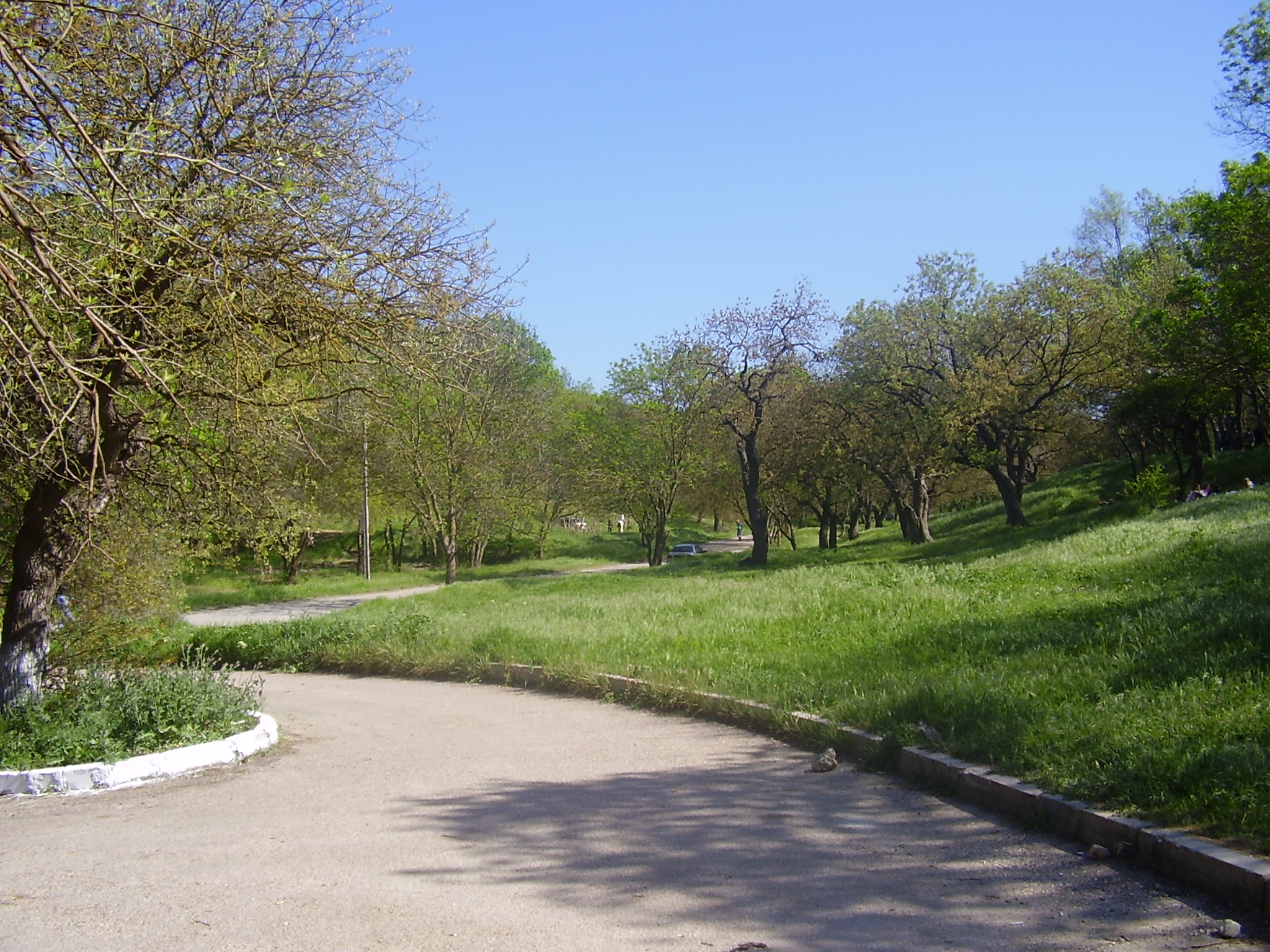
на дні балки